# 上杉憲政
上杉憲政（1523年－1579年4月13日）是日本戰國時代的大名。負責擔任室町幕府的關東管領的山内上杉氏的當主。父親是上杉憲房。別名是憲當、光徹等。迎上杉謙信為養子。

## 生平

### 繼任家督
在大永3年（1523年）出生。父親於大永5年（1525年）死去，而因為憲政只有3岁，於是父親的養子上杉憲寬（古河公方足利高基的兒子）繼任家督並成為當主。收家臣古幡良家（畑將監）的女兒為養女。
享祿4年（1531年），憲寬因為关东享禄内乱而被追放，於是憲政繼承山內上杉家的家督，在成為關東管領的同年，確立了古河公方的地位。

### 與北條、武田戰鬥
天文10年（1541年），信濃的村上義清、諏訪賴重、甲斐的武田信虎等人侵攻與上野鄰接的信濃小縣郡，並在5月23日的海野平合戰中擊敗海野棟綱，棟綱逃到上野並向憲政請求救援（『高白齋記』、『山梨縣史』、『蓮華定院文書』、『信濃史料』），同年7月4日，憲政為了救援而向信濃佐久郡出兵，諏訪郡的諏訪賴重無視處於盟約關係的武田、村上等，與憲政達成和睦，並把所領割讓（『神使御頭之日記』『山資』（縣外記錄）。還有武田氏在天文10年6月由武田晴信繼承家督，晴信向本來是盟約關係的諏訪領地侵攻，而武田向諏訪侵攻的原因被認為是因為諏訪賴重與憲政單獨講和（作者：平山優））。
此時，伊豆、相模的後北條氏開始攻略武藏並不斷擊破憲政軍。對北條擴大勢力感到恐懼的憲政在天文14年（1545年）與仇敵‧扇谷上杉家的上杉朝定結盟，把接近後北條氏的古河公方足利晴氏拉向上杉方，與駿河的今川義元亦達成和睦。於是以古河公方、關東管領的威光集合周邊武士，而乘著義元舉兵令北條氏康向駿河出陣之際，與晴氏、朝定一同以大軍包圍北條綱成守備的河越城（曾經是扇谷家的城池），不過在翌年（1545年），停止與今川戰鬥的氏康在河越城之戰中大敗足利上杉軍，憲政失去了3千餘將兵並向居城‧上野平井城逃走（此時拼命守護本陣並協助逃走的是本間近江守和本庄氏一族的本庄藤三郎和本庄實忠）。
此後企圖恢復勢力，不過在天文16年（1547年）與村上氏連合為了救援信濃志賀城而出兵時，在佐久郡小田井原的小田井原之戰中被武田晴信（信玄）大敗（『高白齋記』、『勝山記』、『山資』）。
除了在武藏自立的忍城成田氏，代代仕於山內上杉家的家臣亦相繼離反，領有北多摩、入間的勝沼城三田氏歸順北條，而在秩父、兒玉、大里的藤田氏和南多摩的大石氏亦從北條氏中收入養子並降伏，憲政漸漸被逼退到上野。而在上野中亦有伊勢崎的那波氏和國峰城的小幡氏、館林的赤井氏投向氏康一方。特別是那波氏以北條最前線的身份活躍地行動，與周邊的上杉勢（足利長尾氏、横瀨氏、桐生氏、厩橋長野氏、大胡氏）衝突。（『群馬縣史』）

### 平井城陷落和進入越後
天文21年（1552年），武藏最前線的御嶽城（足利長尾氏的寄子安保氏的城池）被攻陷，平井城受到北條軍的威脅，河西的國人眾（箕輪長野氏、安中氏等西上野國人）通過那波氏向後北條臣屬，接著憲政的馬廻眾亦離反，因此憲政不得不從平井城中退走，同年3月，城池被攻陷。憲政投靠山內上杉家的家宰足利長尾氏和東上野的横瀨氏，不過因為足利長尾氏在平井周邊和武藏國內多數領地被北條氏奪去，於是退回本領足利，而横瀨氏在東西方受到親北條的那波氏和赤井氏攻撃，憲政沒能進入足利長尾、横瀨兩氏的居城，於是向上野北部的利根、吾妻前進，最後逃到越後的長尾景虎（上杉謙信）的領地（『群馬縣史』）。
而根據『關東古戰錄』記載，在平井城被攻陷之際，憲政把嫡男龍若丸留在平井城，受到厩橋的家臣保護，不過這個家臣亦投向北條，於是龍若丸被氏康捕獲並遭到處刑。另一方面，在同時代的史料『仁王經科注見聞私 奧書』中記載，在御嶽城被攻陷之際，龍若丸被捕縛並遭氏康殺害（『群馬縣史』）。
不過憲政進入越後的時期有諸多説法。通説是在平井城被攻陷後馬上前往越後，不過『上杉家文書』中記載是弘治3年（1557年），而『上杉家御年譜』則記載是永祿元年（1558年），其中永祿元年的説法比較有力。由於平井城被攻陷，上野南部成為後北條氏的領國，而憲致進入越後之前，上野中部、北部都在與北條對抗。不過因為東上野受到古河公方很大影響，古河公方在足利義氏被擁立後就成為北條的傀儡，而因為古河公方的命令下，横瀨氏和桐生氏在天文23年（1554年）、以及抵抗最激烈的足利長尾氏亦在弘治2年（1556年）向後北條氏降伏。於是永祿元年，吾妻的岩下城（岩櫃城）城主上野斉藤氏向北條降伏，而厩橋長野氏和沼田氏（支持憲政的沼田顯泰殺害從屬於北條的當主彌七郎後，被歸降北條的厩橋長野氏介入並趕走，北條綱成的次男沼田康元繼承沼田氏）亦從屬於北條（年份不明），由於上野國內的親上杉勢力被消滅，於是投靠越後長尾氏。還有在武藏方面，親山內家的同族深谷上杉家當主上杉憲盛等人亦向北條降伏。
一說憲政進入越後是由前古河公方足利晴氏和重臣簗田晴助仲介，憲政率領白井長尾氏、總社長尾氏、安中氏（根據『安中市史』和黑田基樹等人研究，這段時期的安中氏分裂成北條方和上杉方，因此不是全體跟隨憲政）等上野國人。而白井長尾氏和總社長尾氏等馬上返回上野並防備北條勢力，不過抵抗到永祿3年（1560年）後向北條臣服。

### 關東管領職的讓渡
進入越後的憲政把景虎收為養子，在『上杉家文書』中記載是弘治3年（1557年），而不同史料亦記載了幾個時期，因此時期沒有定論。
永祿3年，在舊臣足利長尾氏和安房的里見義堯的邀請下，景虎服從憲政的命令並向關東進攻。由北條氏派出的北條康元所在的沼田城首先被攻陷，沼田氏成功復權，而白井長尾氏、總社長尾氏、箕輪長野氏馬上呼應上杉軍並參戰。另一方面，以北條方活躍的那波氏和赤井氏並沒有歸到上杉方，後來被謙信攻滅。而受北條支配的厩橋長野氏和上野齋藤氏在抗戰後亦臣服（『群馬縣史』）。
直到翌年攻撃小田原城（小田原之戰）前的謙信糾合關東諸國的諸將並編成大軍，此時歸到謙信之下的諸將被記錄到『關東幕注文』中。不過與此相對，亦有『憲政的名代』的史料，因此由幕注文中記錄的諸將可能是由關東管領上杉憲政的名下來集結和聯合，而其中的宇都宮氏、小山氏、古河公方勢力等反北條的諸勢力以外，還有藤田氏、三田氏等許多一時臣服於北條的國人。不過亦有在前述中，在上野國內以北條方身份反攻，在後來臣服的武將，實際上被記錄在『關東幕注文』的諸勢力與同等的國人勢力是跟從北條的可能性亦相當大。與北條軍的戰鬥是在北條氏康在小田原城中籠城開始，因此變成長期戰。
永祿4年（1561年）3月，憲政在鎌倉鶴岡八幡宮把關東管領職讓渡給長尾景虎，此時把「上杉」姓和自身的偏諱（「政」字）下賜給景虎，於是景虎改名為上杉政虎，政虎正式成為山內上杉家的家督和後繼者，連上杉家系圖、傳來的重寶都讓渡給政虎（一説是在永祿2年（1559年），在把景虎收為養子時把管領職讓出）。
此後，憲致隱居並剃髪而自號光徹。以後謙信在關東爭霸中，在史料上與憲政完全沒有關係。

### 最後

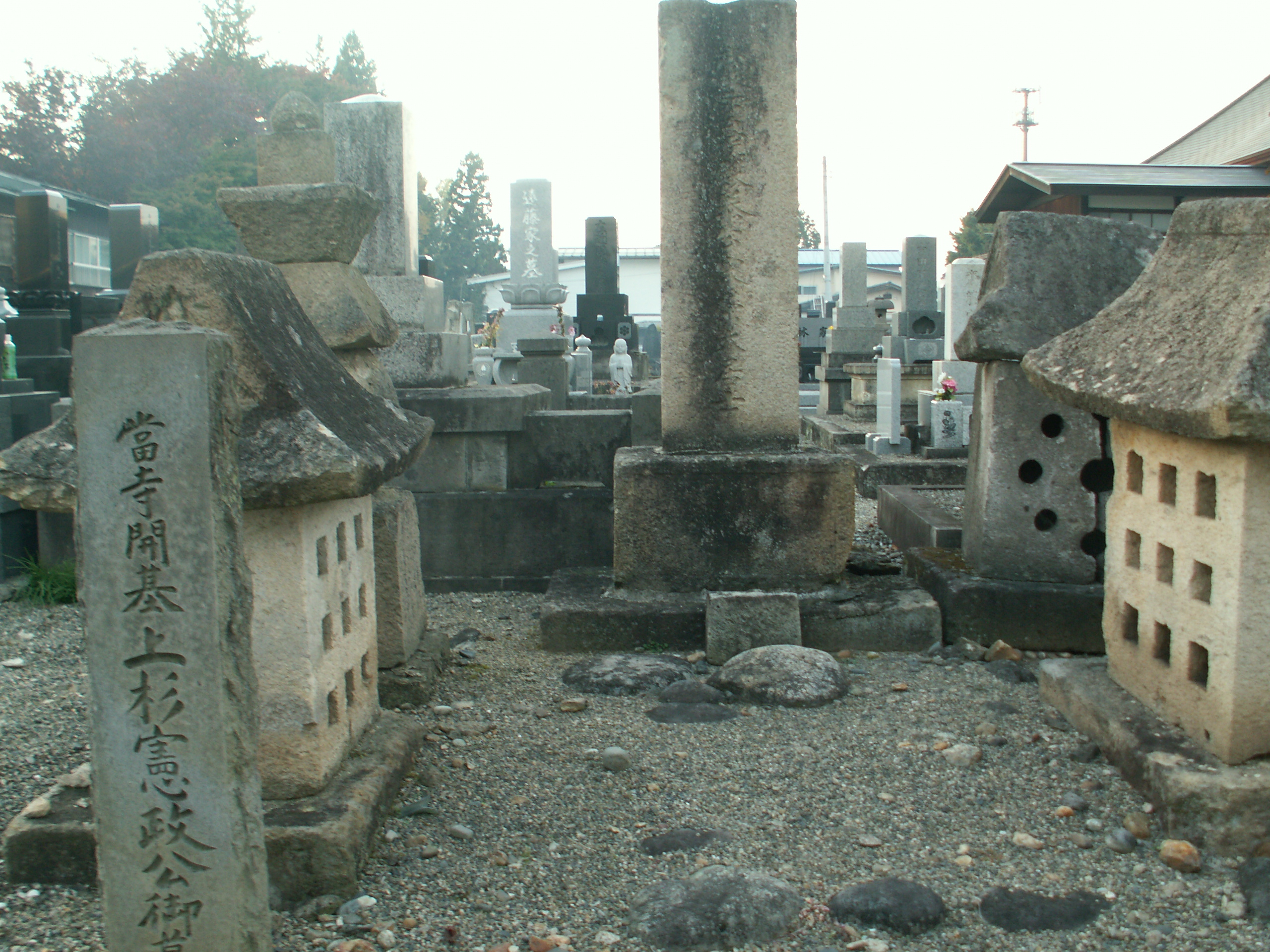
照陽寺境內，上杉憲政之墓

天正6年（1578年），在謙信死去後，謙信的養子景虎和景勝爭奪家督（御館之亂）。舊山內上杉家的家臣中，部份認為應該重視與北條氏的關係，而憲政亦支持景虎方。另一方面，當時逃命到越後的山內舊臣的大部分（大石綱元、倉賀野尚行等）則是投向景勝方，因此實際情況不明。
在最初的鬥爭中屬於優勢，不過得到越後國人勢力和武田勝賴支持的景勝漸漸變得有利，景虎在憲政的居館御館中死守並持續抵抗，此時已經陷入困境。天正7年（1579年），憲政與景虎的嫡男道滿丸一同為了和睦交渉，於是前往春日山城與景勝會面，兩人在途中被景勝方的武士於陣所中殺死。享年57歲。一説是在は四屋附近被包圍，於是自殺。
墓所在景勝被轉封的米澤照陽寺。

## 人物、逸話
- 在『甲陽軍鑑』中評價，率領很大勢力亦令自家滅亡。還有與北條氏康的戰鬥中沒有勝過一次，被認為是因為覺得北條是小人物，於是把戰鬥交給配下，而自身沒有出陣，最終造成滅亡的結果。
- 在天文11年（1542年）向常陸鹿島神宮奉納的願文中有發誓消滅北條氏的文言。
- 天文20年（1551年）3月，在氏康侵攻上野時攻陷平井城（日语：平井城），憲政放棄關東並希望從領國前往投靠常陸國的佐竹氏，並向佐竹義昭請求繼承關東管領職和上杉氏的家名以換取保護，不過被義昭拒絕（『佐竹氏物語』）。不過這件事在佐竹氏以外的史料中沒有記載，還有與平井落被攻陷的年份互相矛盾（平井落城年份在『鎌倉九代後記』、『喜連川判鑑』、『關八州古戰錄（日语：關八州古戰錄）』等江戶時期以後的諸本中被記載是天文20年。不過在『武藏國龍淵寺年代記』和同時代的史料『仁王經科注見聞私 奧書』中記載是天文21年（『群馬縣史』））。而類似的故事則在上杉氏的史料中出現，在當時差不多1百年前，關東管領上杉憲實迎佐竹義人（日语：佐竹義人）的兒子實定為養子，並令其繼承關東管領職和上杉氏家名而受到家中反對。

## 賜予偏諱的人物
憲政時代
- 上杉政虎（養嗣子，初名是長尾景虎，後來的上杉謙信）
- 長尾憲景（家臣，白井長尾家）

憲當時代（天文15年4月－7月）
- 長尾當長（家臣，關東管領家家宰，後來降於北條氏，在長尾景虎於關東戰鬥時，對景虎作出支援，於是受其一字而改名為景長。以後擔任上杉、北條兩氏的折衝役。

## 子孫
在逃亡到越後之後，有3個兒子（『戰國大名系譜人名事典 東國編』）。在『寬政重修諸家譜』中記載有龍若丸和憲藤2人，憲藤跟隨父親憲政進入越後，不過在御館之亂中被殺死。而『戰國大名系譜人名事典 東國編』中則記載除了龍若丸以外，還有憲重，在越後出家並自稱「三寶寺」，不過在御館之亂中被殺死。而憲重的兒子憲國則改姓倉本氏（『上杉系圖』）。在『上野人物志』中，龍若丸的次弟是十郎憲景，在御館之亂中被殺死，不過憲景的兒子家房生還並有子孫存續。

## 登場作品
- 天與地（1969年、NHK大河劇、演：大山克巳）
- 武田信玄（1988年、NHK大河劇、演：瀧田裕介（日语：滝田裕介））
- 風林火山（2007年、NHK大河劇、演：市川左團次（日语：市川左團次 (4代目)））
- 天與地（日语：天と地と#テレビ朝日版）（2008年、EX、演：吹越滿）
- 新陰流 上泉伊勢守信綱（2017年、BS、演：岡田浩暉）